# Pseudepipona flava
Pseudepipona flava är en stekelart som beskrevs av Giordani Soika 1993. Pseudepipona flava ingår i släktet Pseudepipona och familjen Eumenidae. Inga underarter finns listade i Catalogue of Life.